# Bistonina bactriana
Bistonina bactriana is een vlinder uit de familie van de Lycaenidae. De wetenschappelijke naam van de soort werd als Thecla bactriana in 1868 gepubliceerd door William Chapman Hewitson.